# Violant Cervera
Violant Cervera Gòdia (Lérida, 12 de junio de 1969) es una política española, diputada en el Parlamento de Cataluña en la décima y undécima legislaturas.

## Biografía
Es licenciada en Filología Hispánica por la Universidad de Lérida y posgraduada en Tecnologías de la información para no informáticos y en Gestión de Recursos de la Información por la Universidad Abierta de Cataluña. Ha trabajado como técnico superior de Estudios e Información de la Diputación de Lérida.
Militante de la Juventud Nacionalista de Cataluña y de Convergencia Democrática de Cataluña, ha sido consejera nacional y en las elecciones al Parlamento Europeo de 2009 fue la candidata número 26 de la lista Coalición por Europa, pero no fue elegida. De 2011 2012 fue directora general de Acción Cívica y Comunitaria del Departamento de Bienestar Social y Familia de la Generalidad de Cataluña.
Fue elegida diputada por Lérida a las elecciones al Parlamento de Cataluña de 2012. Ha sido secretaria de la Mesa de la Comisión de Políticas de Juventud y de la Mesa de la Comisión del Síndic de Greuges del Parlamento de Cataluña. En las elecciones al Parlamento de Cataluña de 2015 formó parte de la lista de Juntos el Sí por Lérida en el número 5 y fue elegida nuevamente diputada.